# Liste der Bodendenkmäler in Erbendorf
Auf dieser Seite sind die Bodendenkmäler in der Oberpfälzer Stadt Erbendorf zusammengestellt. Diese Tabelle ist eine Teilliste der Liste der Bodendenkmäler in Bayern. Grundlage ist die Bayerische Denkmalliste, die auf Basis des Bayerischen Denkmalschutzgesetzes vom 1. Oktober 1973 erstmals erstellt wurde und seither durch das Bayerische Landesamt für Denkmalpflege geführt wird. Die folgenden Angaben ersetzen nicht die rechtsverbindliche Auskunft der Denkmalschutzbehörde.

## Bodendenkmäler in Erbendorf
| Lage       | Objekt | Akten-Nr.     | Bild |
| ---------- | --- | ------------- | ---- |
| (Standort) | Frühneuzeitliche Wüstung „Abspann“. | D-3-6137-0156 |      |
| (Standort) | Spätpaläolithische und mesolithische Freilandstation, Siedlung der Jungsteinzeit. | D-3-6138-0001 |      |
| (Standort) | Archäologische Befunde des abgebrochenen frühneuzeitlichen Schlosses von Siegritz, zuvor mittelalterliche Burg. | D-3-6138-0007 |      |
| (Standort) | Mittelalterlicher Turmhügel. | D-3-6138-0008 |      |
| (Standort) | Spätpaläolithische und mesolithische Freilandstation. | D-3-6138-0013 |      |
| (Standort) | Spätpaläolithische und mesolithische Freilandstation. | D-3-6138-0014 |      |
| (Standort) | Spätpaläolithische und mesolithische Freilandstation. | D-3-6138-0018 |      |
| (Standort) | Mesolithische Freilandstation. | D-3-6138-0019 |      |
| (Standort) | Mesolithische Freilandstation. | D-3-6138-0032 |      |
| (Standort) | Spätpaläolithische Freilandstation. | D-3-6138-0038 |      |
| (Standort) | Archäologische Befunde des Mittelalters und der frühen Neuzeit im historischen Stadtkern von Erbendorf. | D-3-6138-0055 |      |
| (Standort) | Archäologische Befunde des Mittelalters und der frühen Neuzeit im Bereich der katholischen Pfarrkirche Mariä Himmelfahrt in Erbendorf, darunter die Spuren von Vorgängerbauten bzw. älterer Bauphasen der Kirche und die untertägig erhaltenen Teile der Kirchenbefestigung mit Graben, Wehrmauer, Mauertürmen und Torturm. | D-3-6138-0057 |      |
| (Standort) | Archäologische Befunde des Mittelalters und der frühen Neuzeit im Bereich der ehemaligen Simultankirche St. Vitus in Erbendorf, Stadtteil Altenstadt, darunter die Spuren von Vorgängerbauten bzw. älterer Bauphasen. | D-3-6138-0058 |      |
| (Standort) | Archäologische Befunde im Bereich des frühneuzeitlichen Schlosses in Erbendorf, Stadtteil Altenstadt, zuvor mittelalterliche Burg. | D-3-6138-0059 |      |
| (Standort) | Archäologische Befunde des Mittelalters und der frühen Neuzeit im Bereich der Loreto-Kapelle Unser Lieben Frau in Erbendorf, darunter die Spuren von Vorgängerbauten bzw. älterer Bauphasen. | D-3-6138-0060 |      |
| (Standort) | Archäologische Befunde der abgegangenen mittelalterlichen und frühneuzeitlichen Kapelle St. Johannes in Erbendorf. | D-3-6138-0061 |      |
| (Standort) | Frühneuzeitliche Dorfwüstung „Birkenreuth“. | D-3-6138-0109 |      |
| (Standort) | Archäologische Befunde der frühen Neuzeit im Bereich des Schlosses von Grötschenreuth. | D-3-6138-0117 |      |
| (Standort) | Archäologische Befunde des frühneuzeitlichen Schlosses und der mittelalterlichen Burg Wildenreuth. | D-3-6138-0138 |      |
| (Standort) | Mesolithische Freilandstation. | D-3-6138-0142 |      |
| (Standort) | Mesolithische Freilandstation. | D-3-6138-0143 |      |
| (Standort) | Frühneuzeitliche Richtstätte. | D-3-6138-0163 |      |
| (Standort) | Wüstung der Glashütte „Paterlhütte“ des 19. Jahrhunderts. | D-3-6138-0164 |      |
| (Standort) | Pingen und Halden spätmittelalterlichen und frühneuzeitlichen Bergbaus auf Blei-, Zink- und Silbererze. | D-3-6138-0170 |      |
| (Standort) | Frühneuzeitliche Wüstung „Glashütte“. | D-3-6238-0071 |      |